# چن فی
چن فی (انگلیسی: Chen Fei؛ زادهٔ ۳۰ اکتبر ۱۹۹۰) جودوکار زن اهل چین است. وی در بازی‌های المپیک تابستانی ۲۰۱۲ شرکت کرده‌است.